# Wielka Kamea Francji

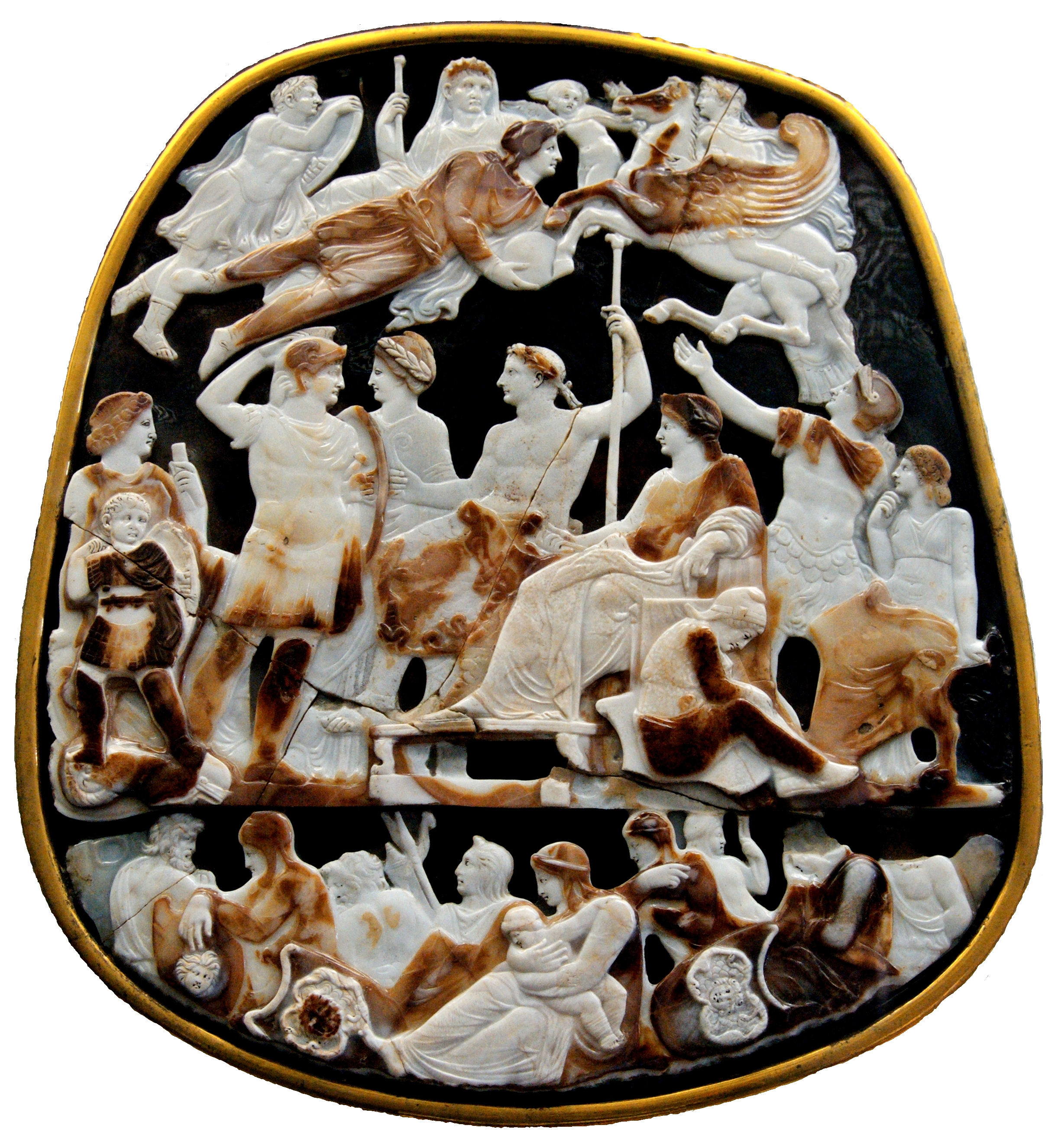
Wielka Kamea Francji

Wielka Kamea Francji (fr. Grand Camée de France) – największa znana współcześnie gemma starożytna.

## Wiadomości ogólne
Powstała w okresie panowania w Rzymie dynastii julijsko-klaudyjskiej. Data wykonania gemmy waha się między 17 a 41 n.e. Wykonana została z pięciowarstwowego sardonyksu, ma wymiary 31 × 26,5 cm. Przechowywana jest obecnie w Gabinecie Medali Francuskiej Biblioteki Narodowej w Paryżu.

## Kompozycja dzieła

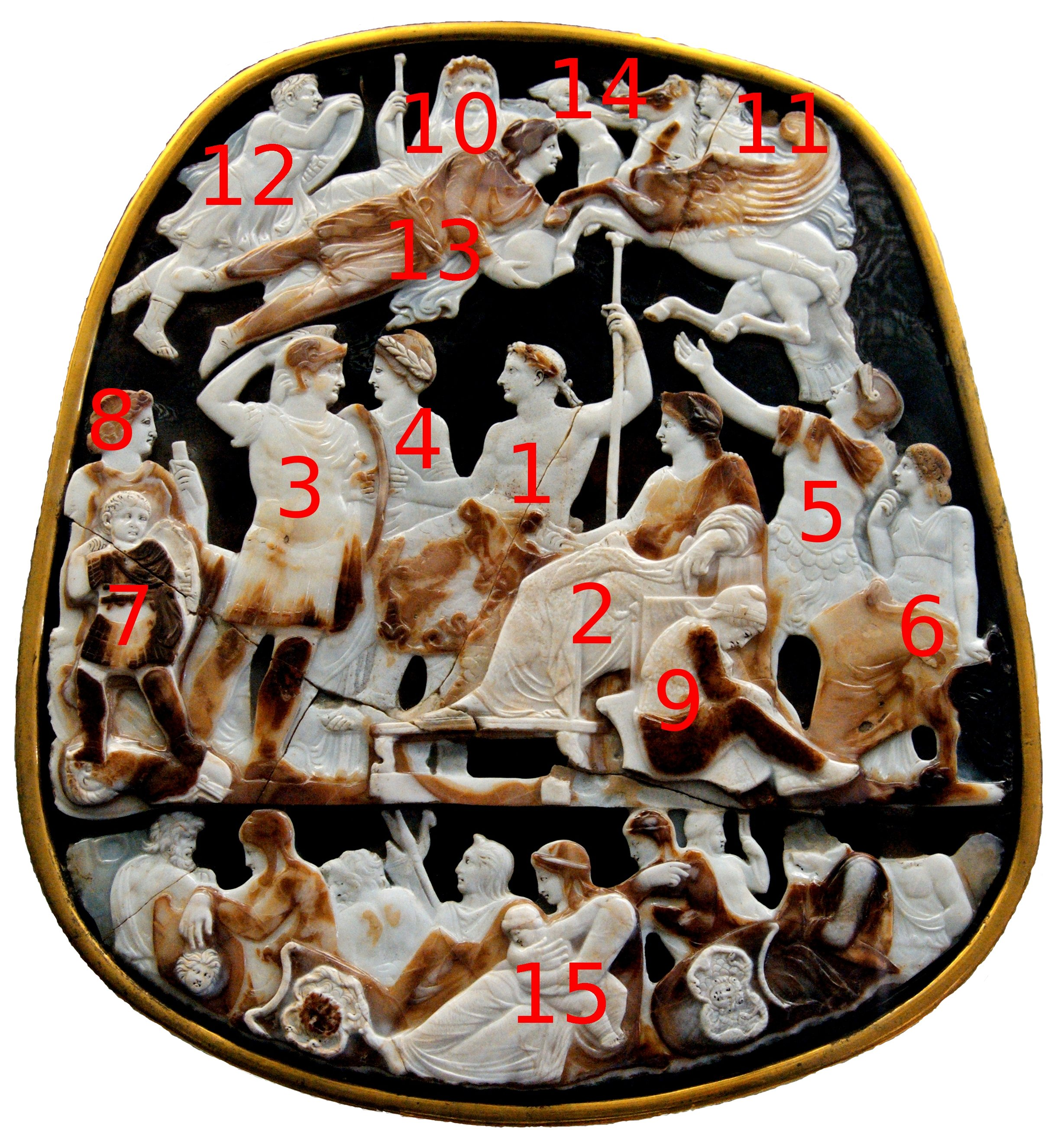
Interpretacja postaci

Dekorację na Wielkiej Kamei rozmieszczono w trzech pasach.
W pasie górnym w środku znajduje się postać (10) z głową przykrytą welonem (capite velato), trzymająca w prawej ręce berło. Podtrzymywana jest w powietrzu przez osobę w stroju azjatyckim (spodnie, czapka frygijska), dzierżącą glob (13). Na lewo umieszczona jest lecąca postać w pancerzu, z tarczą w rękach (12), a na prawo mała uskrzydlona postać (14) i osoba w wieńcu laurowym i w płaszczu wojskowym, dosiadająca Pegaza (11).
W pasie środkowym w centrum znajduje się siedząca na tronie para – mężczyzna w pozie Jowisza ma nagi tors, na głowie wieniec laurowy, a w lewej ręce długie berło (1), po jego prawej stronie kobieta, przedstawiona jako Ceres, trzyma kłos (2). U stóp tronu siedzi barbarzyńca w spodniach, w krótkiej tunice i w czapce frygijskiej (9). Po lewej, przed tronem stoi mężczyzna w pancerzu i paludamencie, w lewej ręce trzymający tarczę, prawą dotykający hełmu (3), za nim kobieta w wieńcu laurowym (4). Na lewo od tej pary stoi mały chłopiec w stroju wojskowym, bez hełmu (7), a na drugim planie kobieta w wieńcu laurowym, ze zwiniętym rotulusem w prawej ręce (8). Na prawo od tronu mężczyzna w pancerzu trzyma w uniesionej ręce trofeum (5); obok niego siedzi kobieta (6).
W pasie dolnym pośrodku widoczna jest kobieta z plemienia barbarzyńskiego z dzieckiem na rękach (15), a po jej bokach siedzący barbarzyńcy – Partowie lub Germanie.

## Interpretacja postaci
Postacie 1 i 2 większość badaczy identyfikuje z Tyberiuszem i Liwią, postać 10 zdecydowana większość uznaje za Augusta. Interpretacja postaci 9 i 13 jest bardzo różna. Postać lecąca (13) to Eneasz, Aleksander Wielki, Ajon, Julus, Apollo, Mitra lub Mitra-Helios-Hermes. Postać siedząca we wschodnim stroju (9) to może być Tridates, książę arsacydzki, książę armeński, Attis, Pers, Trak lub Part, a według niektórych badaczy – Balbillus (Tiberius Claudius Balbillus), astrolog i doradca Nerona. Może to być też personifikacja Armenii lub całego Orientu. Postać (12) to prawdopodobnie Druzus Młodszy, a osoba dosiadająca Pegaza (11) – Druzus Starszy, mężczyzna w pancerzu (3) – Germanik, kobieta w wieńcu laurowym (4) – Agrypina Starsza, mały chłopiec (7) może być Kaligulą lub Neronem, kobieta z rotulusem (8) to Providentia, mężczyzna z trofeum (5) – Druzus Młodszy lub Klaudiusz, a kobieta obok niego (6) – Agrypina Młodsza lub Klaudia Julia Liwilla.
Scena u góry przedstawia apoteozę Augusta noszonego do nieba przez Eneasza lub Ajona. Cesarzowi towarzyszy Germanik i Druzus Młodszy (lub Marcellus i Druzus Starszy).
W pasie dolnym widnieją pokonani barbarzyńcy, stanowiący symbol zwycięstw Augusta.